# 埃托卡河
埃托卡河（俄语：Этока），是俄羅斯的河流，位於該國西南部，流經斯塔夫羅波爾邊疆區和卡巴爾達-巴爾卡爾共和國，最終注入坦布坎湖，河口處在格奧爾吉耶夫斯克附近，河道全長61公里，流域面積394平方公里。